# M. Balfas
Muhammad Salim Balfas (ur. 22 grudnia 1922 w Batavii, zm. 5 czerwca 1975 w Dżakarcie) – indonezyjski pisarz i krytyk literacki. Pochodził z ludu Betawi.

## Twórczość
- Lingkaran-Lingkaran Retak, Jakarta: Balai Pustaka, 1952
- Orang-orang Penting, Star Weekly, No. 610, Th. XII, 7 September 1957
- Dosa Tak Berampun, Lenita, No. 11, Th. 1, November 1951
- Kampung Tjawang, Orientatie, No. 44, Januari–Juni 1952
- Retak, 1964
- Si Gomar
- Suling Emas, Jakarta: Djambatan, 1956
- Anak-anak Kampung Jambu, Jakarta: Djambatan, 1960